# ルアン・ピナール
ルアン・ピナール（Ruan Pienaar、1984年3月10日 - ）は、ユナイテッド・ラグビー・チャンピオンシップシャークスに所属するラグビーユニオン選手。

## プロフィール
- 南アフリカ・ブルームフォンテーン出身。
- ポジションはスタンドオフ(SO)。
- 身長 187cm、体重 92kg
- 南アフリカ代表キャップ数は88(2020年4月現在)でワールドカップ2007・2011・2015の南アフリカ代表に選ばれた[1]。
- バーバリアンズに選ばれたことがある[2]。

## 来歴
シャークス、シャークス、アルスター、モンペリエ、フリーステイト・チーターズを経て、2019年、チーターズに加入。
2021年、シャークスに期限付き移籍で復帰。 